# Cissi Elwin
Cecilia "Cissi" Elwin, född 1 juni 1965 i Stockholm, är en svensk journalist, TV-programledare, TV-producent och tidigare chef för Svenska Filminstitutet och Chefakademin.

## Biografi
Cissi Elwin studerade kulturvetenskap på Stockholms universitet och utbildade sig 1985–1987 till TV-producent vid Sveriges Televisions Tv-akademien. Hon har därefter verkat som journalist, reporter och producent på Sveriges Television till år 2000 och även varit journalist på Expressen. Åren 1987–1992 utgjorde hon tillsammans med Martin Timell den första programledarduon för ungdomsprogrammet Bullen i Sveriges Television.
Åren 2000-2005 var hon chefredaktör för Icakuriren och 2005–2006 publicistisk chef för mediakoncernen Forma Publishing Group. Hon var mellan 2006 och december 2010 VD för Svenska Filminstitutet. I mars 2011 blev hon publisher för fackförbundet Ledarnas tidning Chef. 2021 gick Chef och utbildningsföretaget Mgruppen ihop och bildade bolaget Chefakademin. Elwin lämnade då rollen som publisher och chefredaktör för Chef och verkade till och med 2024 som vd för Chefakademin.
År 2003 var hon sommarpratare i Sveriges Radio P1.

### Familj
Hon är dotter till journalisten Göran Elwin och Hélène Andræ samt dotterdotter till Staffan Andræ och Kerstin Andræ. Hon var sambo med regissören Tomas Alfredson 1992–1999 och har två barn med honom. Åren 2008–2015 var hon gift med journalisten Henrik Frenkel.